# Saint-Yan
Saint-Yan är en kommun i departementet Saône-et-Loire i regionen Bourgogne-Franche-Comté i östra Frankrike. Kommunen ligger i kantonen Paray-le-Monial som tillhör arrondissementet Charolles. År 2022 hade Saint-Yan 1 132 invånare.

## Befolkningsutveckling
Antalet invånare i kommunen Saint-Yan
| Referens: INSEE |